# Неестественные поиски (фильм)
«Неестественные поиски» (англ. Unnatural Pursuits) — двухсерийный британский комедийный телефильм 1992 года режиссёра Кристофера Морахана. Производство британского телеканала BBC совместно с американской телесетью A&E Television Networks по одноимённой пьесе Саймона Грея из книги «Неестественный поиск и другие пьесы: Дневник автора» (англ. An Unnatural Pursuit & Other Pieces: A Playwright's Journal, 1985). Пародия на театральную жизнь.
Премьера состоялась на телеканала BBC2 7 и 9 декабря 1992 года.

## Сюжет
Страдающий от алкоголизма драматург следует за своей пьесой «Неестественные поиски» от первого дня репетиций до мирового турне из Лондона в Лос-Анджелес, Даллас и Нью-Йорк.

## В ролях
- Алан Бейтс — Хемиш Партт
- Боб Балабан — директор
- Бретт Андерсон — Санни (работник отеля)
- Сара Ньюман — Сьюзи (девушка из видеосалона)
- Спайк Спенсер — официант
- Сара Саттон — Уэнди
- Кит Шарабайка[англ.] — Дигби Мэсон
- Ричард Уилсон — Гектор Дафф
- Джон Малони
- Том Хики[англ.]
- Винсент Марчелло[англ.]
- Stephen Trombley

## Награды и номинации
- В 1993 году фильм получил телевизионную премию BAFTA в категории «Лучший монтаж» (Фрэнсис Паркер).
- Алан Бейтс также был номинирован в категории «Лучший актёр», но не получил награды.

## Интересные факты
- Виктория, жена актёра Алана Бейтса умерла во время съёмок фильма, но он не прекратил работу[3].